# Bat-Mite
Bat-Duende (Bat-Mite el nombre original en inglés) es un personaje que aparece en historias publicadas por la editorial estadounidense DC Comics. El personaje hizo su primera aparición en la revista Detective Comics #267 (mayo de 1959) en una historia titulada "Batman Meets Bat-Mite" escrita por Bill Finger, con arte de Sheldon Moldoff. Bat-Duende es un duende similar al villano Mister Mxyzptlk de las historias de Superman, su aspecto es el de un hombre pequeño con algunos rasgos de niño disfrazado del traje de Batman pero de aspecto ridículo, Bat-duende posee poderes mágicos casi infinitos, pero en realidad utiliza tecnología altamente avanzada de la quinta dimensión que no puede ser entendida por nuestra visión en tres dimensiones. Al contrario de Mxyzptlk, Bat-Duende es un gran fan e idolatra a su admirado super-héroe Batman y es así que lo ha visitado en varias ocasiones, a menudo creando situaciones extrañas para ver a su héroe favorito en acción. Bat-Duende quiere ayudar a Batman aunque al final más termina empeorando todo y, en realidad es más una molestia que un supervillano y a menudo se aleja por propia voluntad al darse cuenta de que enfureció a su ídolo, si algunas veces puede afectar a los superhéroes, lo hace inconscientemente ya que el solo lo hace porque desea diversión no porque en realidad sea malvado.

## Biografía del personaje en la ficción

### Pre-Crisis
Bati-Duende apareció regularmente en los títulos Batman, Detective Comics, y World's Finest Comics durante cinco años. Bat-Mite y el Sr. Mxyzptlk formaron equipo cuatro veces en las páginas de World's Finest Comics para hacer bromas a Superman y Batman en conjunto. En 1964, cuando los títulos de Batman fueron renovados bajo el nuevo editor Julius Schwartz, Bati-Duende desapareció junto a otros miembros de la familia Batman, como Ace, el Bati-sabueso, Batwoman y Bat-girl. Luego de esto, solo hubo tres historias más con Bati-Duende en el Universo DC pre-Crisis: dos historias formando equipo con el Sr. Mxyzptlk en World's Finest Comics 152 (agosto de 1965) y en el 169 (septiembre de 1967) (los cuales no fueron editados por Schwartz, sino por Mort Weisinger), y "Bat-Mite's New York Adventure" en Detective Comics 482 (febrero–marzo de 1979), en la cual el duende visita las oficinas de DC Comics e insiste que le otorguen sus propias historias en algún título de Batman. Esta historia mostraba a manifestantes con banderas de protesta gritando "We want Bat-Mite!" ("¡Queremos al Bati-Duende!") en las afueras del edificio del 666 de la Quinta Avenida, en New York (donde la editorial DC tenía sus oficinas en ese momento), y fue acompañada por un comentario editorial diciendo que esta historia fue publicada específicamente para dar a conocer los pedidos de los admiradores por que vuelva el personaje.
Bati-Duende apareció luego en una historia de una página en el número 200 de The Brave and the Bold.

### Post-Crisis
Luego de los cambios de continuidad en 1985 tras la miniserie Crisis on Infinite Earths, Bati-Duende fue prácticamente eliminado de las historietas de Batman. Bati-Duende hizo una aparición en la serie Legends of the Dark Knight, a pesar de que él podía ser fruto de la alucinación de un criminal afectado por las drogas llamado Bob Overdog. Esta historia establece que Bati-Duende es uno de los muchos admiradores de superhéroes de otra dimensión. Esta versión de Bati-Duende apareció más tarde en Mitefall, un número autoconclusivo que era parodia de la historia de Batman "Knightfall" (con Overdog en el rol de Jean-Paul Valley). En el número 6 de la miniserie World's Finest, Sr. Mxyzptlk se encuentra con Bati-Duende, luego de que Overdog creyera que era él. Mientras que en esta historia se establece que el Bati-Duende post-Crisis se encuentra con Batman por primera vez, Superman y Batman más tarde concluyen que lo había creado Mxyzptlk inspirado por los desvaríos de Overdog.
Bati-Duende también apareció en el especial Otros Mundos World's Funnest, en la cual se pelea con el Sr. Mxyzptlk, destrozando el multiverso pre-Crisis y el Universo DC post-Crisis, así como también los universos de Kingdom Come, Batman: The Dark Knight Returns, y el universo animado de DC. Como toda historia de "Otros Mundos", World's Funnest no tuvo impacto en la continuidad, como se infiere al hacer ingresar en la continuidad a Dark Knight Returns y Kingdom Come como resultado de la serie 52.
Aparte de la historia World's Funnest, no ha habido conexión directa entre Bati-Duende y el Sr. Mxyzptlk. En la antología Bizarro Comics la quinta dimensión de donde es nativo Mxyzptlk parece tener series similares a Bati-Duende y al Thunderbolt de Johnny Thunder. Ninguna de esas historias son consideradas canónicas; de todas formas, en un cruce entre la Liga de la Justicia y la Sociedad de la Justicia en la serie JLA y en correos de lectores y entrevistas a guionistas se sugiere que también Bati-Duende es originario de ahí, a pesar de que nunca se mostró en alguna historia.
En Superman/Batman #25 se revela que Joker había ganado poderes de la quinta dimensión por haber mantenido la esencia de Mr. Mxyzptlk de una historia anterior ("Emperor Joker"); hacia el final, Bizarro fue capaz de extraer los talentos mágicos de Joker, los cuales se manifiestan en una forma reconocible como Bati-Duende. Así, Bati-Duende fue restablecido en la continuidad actual como una extensión del Sr. Mxyzptlk incubado dentro de Joker.
La primera aparición post-crisis infinita de Bati-Duende fue en Batman #672, escrita por Grant Morrison. Batman es confrontado con Bati-Duende (o "Might") luego de recibir un disparo en el pecho y sufrir un ataque cardíaco. Might, que lleva una criatura insectoide en su espalda, declara venir del "espacio B en la quíntuple expansión de Zrfff" (algunas veces se refirió como Zrfff como el nombre de la dimensión hogar del Sr. Mxyzptlk). Dado que Batman tiene dificultades para mantener control sobre la realidad durante este período, es posible que ese duende ser producto de un delirio mental.
En Batman #678, Might reaparece en la última página comentando "uh-oh" a los cada vez mayores delirios de Batman. Entonces él, a través de la historia Batman R.I.P., aparece para aconsejar al Batman de Zur-En-Arrh, un personaje ilusorio creado por el mismo Bruce para mantener a Batman capaz de pelear en caso de que le borren la memoria o lo vuelvan loco. Batman #680 revela que Might es en verdad un producto de la imaginación de Batman y representa los últimos vestigios de racionalidad que tiene con el Batman de Zur-En-Arrh, aunque cuando Batman le preguntó si él es un ser extradimensional o un producto de su imaginación,, Bati-Duende responde que la quinta dimensión es imaginación.
En Superman/Batman #52, Bati-Duende parece haber hecho una apuesta con el Sr. Mxyzptlk similar al de World's Funnest. Este Bati-Duende parece admirar a Batman, y este lo trata con familiaridad.

## Poderes y habilidades
Al venir de la quinta dimensión, Bat-Mite tiene poderes que para los seres de la tercera dimensión se asemeja a la magia. Entre sus habilidades se encuentran: alteración y manipulación de la realidad, puede animar objetos inanimados, volar y levitar, alterar el tamaño de las personas, dotar superpoderes a voluntad; invisibilidad, puede volverse invisible a voluntad; proyección de energía, puede crear y lanzar rayos de energía de sus manos; posee artefactos de la quinta dimensión, que no pueden ser entendidos por seres de la tercera dimensión;  no está limitado por leyes físicas: no necesita sustento como aire o agua, puede existir en cualquier entorno, tiene la capacidad de teletransportarse a cualquier lugar y no es susceptible a daños físicos.

## En otros medios

### Televisión
- Bati-Duende fue un personaje regular en la serie de dibujos animados The New Adventures of Batman con voz de Lou Scheimer. Él era representado como un bien intencionado admirador del superhéroe. Así, intentaba ayudar a Batman a pesar de que normalmente complicaba las cosas, diciendo como eslogan "All I wanna do is help!" ("todo lo que quiero es ayudar"). En un episodio se presentó Ergo, su planeta natal, así como también un villano de la gente de Bati-Duende, de nombre Zarbor. Además está enamorado de Batgirl.[9][10]

- Un animatronic de Bati-Duende apareció brevemente en el episodio "Deep Freeze" de Batman: la serie animada con voz de Pat Fraley. Bati-Duende con entusiasmo recibe a Batman diciendo "Greetings, Dynamic Duo! I'm your biggest fan!" ("¡Saludos Dúo Dinámico! ¡Soy su más grande admirador!) antes de besar a Robin, quien queda sorprendido. Luego comienzaa funcionar mal y cae, gritando "I just wanna help!" ("Solo quiero ayudar!"). Se revela que solo es un robot, creado por el experto en robótica Karl Rossum (con voz de William Sanderson). Detrás de escena, animatronics con forma del Sr. Mxyzptlk, Streaky el supergato y Krypto el superperro pueden verse en el departamento de Rossum.

- Bati-Duende también apareció en los episodios "Legends of the Dark Mite", "Emperor Joker", "Bat-Mite Presents: Batman's Strangest Cases!" el capítulo final "Mitefall!", de la serie animada Batman: The Brave and the Bold, con voz de Paul Reubens. Esta versión de Bati-Duende es lo suficientemente poderoso para romper la cuarta pared y leerle a Batman su pasado, presente y futuro a partir de las revistas de historietas del mundo real, y reírse de los fanáticos de las convenciones de historietas de la realidad.

### Videojuegos
- Bat-Mite aparece en el juego Lego Batman 3: Beyond Gotham.[11]

## Personajes relacionados
- Mister Mxyzptlk
- Imp